# پاپولیونا
پاپولیونا (به ایتالیایی: Populonia) یک منطقهٔ مسکونی در ایتالیا است که در پیومبینو واقع شده‌است. پاپولیونا ۱۷ نفر جمعیت دارد و ۱۷۰ متر بالاتر از سطح دریا واقع شده‌است.